# Sarah Jane kalandjai
A Sarah Jane kalandjai (The Sarah Jane Adventures) a BBC-n már hosszú ideje futó sci-fi sorozat, a Doctor Who (Ki vagy, doki?) fiataloknak készült spin-off-ja. A sorozat 2007. január 1-jén indult, eddig három évad készült. Magyarországon 2009 elején sugározták a Cartoon Network Sarah Jane kalandjai címmel az első évadot. Az új sorozat főhőse Sarah Jane Smith újságírónő (Elisabeth Sladen), aki hosszú ideig volt a harmadik és negyedik Doktor útitársa még 1973–1976-ban, 18 epizódban. A BBC 1981-ben már tervezett egy melléksorozatot Sarah Jane Smith-szel az élen, ebből azonban csak a kezdő pilot film, a K-9 and Company (K-9 és társai) valósult meg. Sarah Jane ezután hosszú időre eltűnt, majd a 2006-os szezonban ismét megjelent K-9-cel, a robotkutyával együtt a School Reunion (Osztálytalálkozó) részben. Mint Elisabeth Sladen, Sarah Jane megszemélyesítője mondta egy riportban: "Én ugyan elhagytam Sarah Jane-t, de Sarah Jane sohasem hagyott el engem."

## Szereplők

### Főszereplők
| Szereplő           | Színész             | Magyar hang                                          |
| ------------------ | ------------------- | ---------------------------------------------------- |
| Sarah Jane Smith   | Elisabeth Sladen    | Náray Erika                                          |
| Luke Smith         | Tommy Knight        | Berkes Bence (1-2. évad) Baradlay Viktor (3. évad -) |
| Clyde Langer       | Daniel Anthony      | Előd Álmos (1-2. évad) Markovics Tamás (3. évad -)   |
| Maria Jackson      | Yasmin Paige        | Talmács Márta                                        |
| Rani Chandra       | Anjli Mohindra      | Csuja Fanni (2. évad) Vadász Bea (3. évad -)         |
| Mr. Smith (hangja) | Alexander Armstrong | Hegedűs Miklós (1-2. évad) Láng Balázs (3. évad -)   |
| K-9 (hangja)       | John Leeson         | Kossuth Gábor (3. évad -)                            |
| Üröm asszony       | Samantha Bond       | Csere Ágnes (1-2. évad)                              |
| Gita Chandra       | Mina Anwar          | Törtei Tünde (2. évad)                               |
| Haresh Chandra     | Ace Bhatti          | Galbenisz Tomasz (2. évad) Vári Attila (3. évad -)   |

### Doctor Who-s szereplők
| Szereplő                                          | Színész           | Magyar hang     |
| ------------------------------------------------- | ----------------- | --------------- |
| Alistair Gordon Lethbridge-Stewart dandártábornok | Nicholas Courtney | Versényi László |
| A Negyedik Doktor (visszaemlékezésből)            | Tom Baker         | Láng Balázs     |
| A Tizedik Doktor                                  | David Tennant     | Szokol Péter    |
| Jo Jones                                          | Katy Manning      | Vándor Éva      |
| A Tizenegyedik Doktor                             | Matt Smith        | Szokol Péter    |

## Epizódok
A kezdő pilot résztől eltekintve (amelyik 60 perces) az egyes történeteket 2x25 perces részekben adták, hasonlóan a régi Doctor Who sorozathoz. A második évadot 2008, a harmadikat 2009 őszén sugározta a BBC. A negyedik évadot 2010 márciusában kezdték el forgatni s ősszel kerül adásba, az ötödik pedig 2011-ben. Magyarországon csak az első négy évad jelent meg, 2009-ben adta a Cartoon Network majd a M2 (televízióadó) adta vasárnap délután a harmadik évadtól. Az ötödik évad félbeszakadt Elisabeth Sladen halála miatt.